# Condado de Maricopa
El condado de Maricopa es uno de los 15 condados del estado de Arizona, en los Estados Unidos. La sede del condado y su ciudad más importante es Phoenix. El condado posee un área de 23 891 km² (de los cuales 55 km² están cubiertos por agua), la población es de 4,485,414 habitantes y la densidad de población es de 160 hab/km² (según el censo nacional de 2019). Este condado se fundó el 14 de febrero de 1871. El condado de Maricopa es el más poblado de Arizona. Cerca del 60 por ciento de la población del estado vive dentro del condado de Maricopa.

## Toponimia
El topónimo Maricopa proviene del español cocomaricopa que a su vez es préstamo del habitante de la Pimería Alta, el alto pima Kokmalik’op "enemigos [que viven] en la montaña", nombre con que los pápagos denominaron a los indígenas maricopa de Arizona en el año 1690. Durante algún tiempo se pensó que el topónimo probablemente derivaba de la palabra española mariposa, por la costumbre de esta tribu de pintarse la cara a semejanza de este insecto, sin embargo, la etimología es claramente derivada de pápago y tiene que ver con que los maricopa tradicionalmente fueron enemigos de los pápagos, que fueron contactados antes por los españoles.

## Policía
La Oficina del Sheriff del Condado de Maricopa sirve al condado.

## Educación

### Bibliotecas
El Distrito de Bibliotecas del Condado de Maricopa gestiona bibliotecas públicas en el condado.